# Itzik Feffer

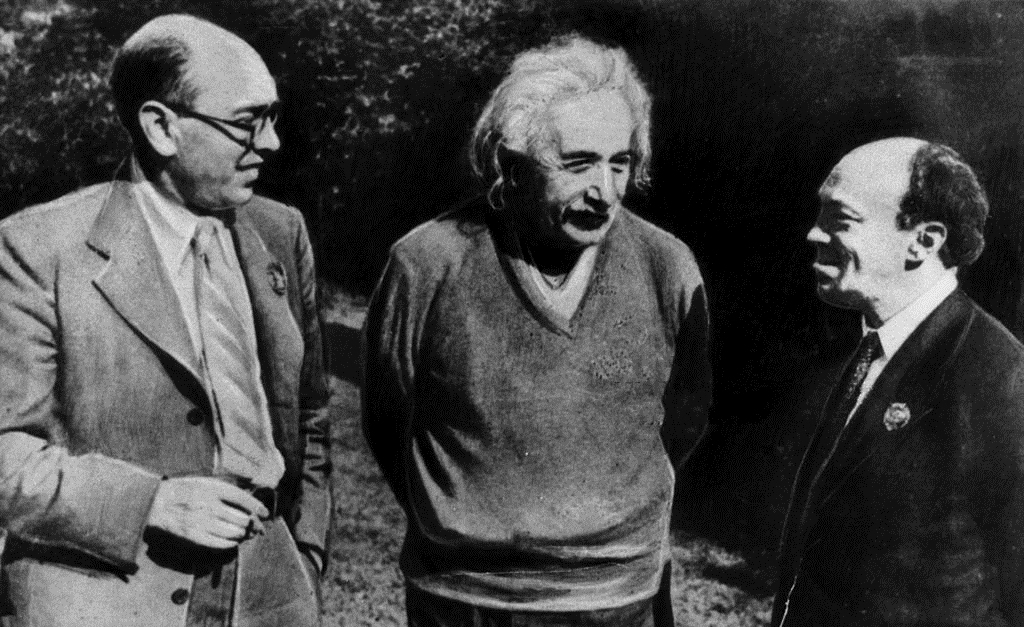
Itzik Feffer, Albert Einstein und Solomon Michailowitsch Michoels

Itzik Feffer (auch Fefer, jiddisch איציק פֿעפֿער, russisch Ицик Фефер, Исаак Соломонович Фефер; geboren 10. September 1900 in Schpola, Gouvernement Kiew, Russisches Kaiserreich; gestorben 12. August 1952 in Moskau) war ein sowjetischer jiddischer Autor. Er wurde 1952 ein Opfer der Stalinschen Säuberungen.
Feffer war zunächst Mitglied des Bund und wurde 1919 Mitglied der KPR(B). 1920 veröffentlichte er seine ersten jiddischen Gedichte und nahm bald darauf einen führenden Platz in der sowjetisch-jiddischen Literatur ein. Er schrieb rhythmische und musikalische Verse in einer reichen und idiomatischen Sprache, die seine lyrische und zum Teil sentimentale Natur zum Ausdruck brachten. Er hielt sich an die vorgegebene Parteilinie, und die meisten seiner Werke sind Propaganda für die Kommunistische Partei. Bekannt wurde sein Gedicht Stalin. Er schrieb jedoch im Zweiten Weltkrieg auch Ich bin a Jid („Ich bin ein Jude“), und seine Gedichte Schotens fun Warschewer Geto („Schatten aus dem Warschauer Ghetto“) sind ein bedeutender Beitrag zur Literatur im Holocaust. Daneben verfasste er Gedichte über das Jüdische Autonome Gebiet, mit der Hauptstadt Birobidschan, in Ostsibirien sowie Naturbeschreibungen und Gedichte für Kinder. Seine Werke erschienen in sämtlichen jiddischen Zeitschriften der Sowjetunion und wurden mehrmals gesammelt und neu aufgelegt.
Nachdem er im Krieg gegen Deutschland als Oberstleutnant in der Roten Armee an der Front gekämpft hatte, besuchte er 1943 zusammen mit dem Schauspieler Solomon Michoels die USA als Vertreter des Jüdischen Antifaschistischen Komitees. 1948 wurde er im Zuge der antijüdischen Stalinschen Säuberungen verhaftet und am 12. August 1952 im Gefängnis der Lubjanka in Moskau in der „Nacht der ermordeten Dichter“ hingerichtet. Nach Stalins Tod und der Verurteilung des Stalinkults durch Chruschtschow wurde Feffer rehabilitiert. 1958 wurden Auszüge aus seinen Werken in einer russischen Übersetzung in der Sowjetunion veröffentlicht.